# JUMP NO.1
『JUMP NO.1』（ジャンプ・ナンバーワン）は、Hey! Say! JUMPの1枚目のオリジナルアルバム。2010年7月7日にジェイ・ストームから発売された。

## 概要
- 2007年9月24日の結成から約2年10ヶ月後に発売した初めてのアルバム。
- 翌年に脱退した森本龍太郎が参加した10人体制で唯一のアルバムである。

- 3rdシングルの2曲目「冒険ライダー」は収録されていない。(アルバム初収録はベストアルバム『Hey! Say! JUMP 2007-2017 I/O』。)

## 収録曲
※はこれまでに発表されていたが今作がCD初収録の曲。
1. DREAMER
作詞：薮宏太、作曲：BOUNCEBACK、編曲：高橋哲也・佐藤泰将
2. INFINITY
作詞：八乙女光、作曲：内田智之、編曲：CHOKKAKU、ピアノ：伊野尾慧
3. 瞳のスクリーン
作詞：村野直球、作曲：馬飼野康二、編曲：鈴木雅也
  - 5thシングル
  - 山田涼介主演 日本テレビ系土曜ドラマ『左目探偵EYE』主題歌
4. 真紅
作詞：山田涼介、作曲：Fredrik Hult、編曲：h-wonder
5. ガンバレッツゴー! - Hey! Say! 7
作詞：藤林聖子・MAKOTO、作曲・編曲：h-wonder
  - フジテレビ系『第41回春高バレー全国大会』イメージソング
  - オリジナル曲からCD化。
6. 情熱JUMP※
作詞：ma-saya、作曲：BOUNCEBACK、編曲：船山基紀
  - フジテレビ系『第40回春高バレー全国大会』イメージソング
  - 2009年のオリジナル曲からCD化。
7. すまいるそんぐ
作詞：知念侑李、作曲：Shusui・Hirofumi Sasaki、編曲：石塚知生 タンバリン：森本龍太郎
8. Memories※
作詞：ma-saya、作曲：加藤裕介、編曲：佐藤泰将
  - 山田涼介主演 日本テレビスペシャルドラマ『左目探偵EYE』主題歌
  - 2009年のオリジナル曲からCD化。
9. Dreams come true
作詞：久保田洋司、作曲：馬飼野康二、編曲：CHOKKAKU
  - 2ndシングル
  - フジテレビ/TBS系『北京オリンピックバレーボール世界最終予選』イメージソング
10. Time
作詞：髙木雄也、作曲：平田祥一郎、編曲：有岡大貴・Eddy
  - 今作のリードトラック
11. Score - Hey! Say! BEST
作詞：薮宏太、Rap詞：八乙女光、作曲：Joey Carbone・STEVEN LEE、編曲：前口渉・丹下正男
オリジナル曲からCD化。
12. Your Seed
作詞：ma-saya、作曲：h-wonder、編曲：ha-j
  - 3rdシングルの1曲目
  - 映画『カンフー・パンダ』イメージソング
13. アイ☆スクリーム
作詞・作曲：八乙女光、編曲：磯崎健史・吉岡たく、ギター：岡本圭人
14. 真夜中のシャドーボーイ
作詞：ma-saya、作曲：馬飼野康二、編曲：馬飼野康二・石塚知生
  - 4thシングル
  - 山田涼介・知念侑李・中島裕翔・有岡大貴出演 日本テレビ系土曜ドラマ『スクラップ・ティーチャー〜教師再生〜』主題歌
15. Dash!!
作詞：中島裕翔、作曲：原一博、編曲：川端良征・清水昭男
16. Ultra Music Power
作詞：MSS、作曲：馬飼野康二、編曲：CHOKKAKU
  - 1stシングル
  - フジテレビ系『バレーボールワールドカップ2007』イメージソング
17. Thank You 〜僕たちから君へ〜
作詞：Hey! Say! JUMP、作曲：STEVEN LEE、編曲：船山基紀、Song Co-ordination：Joey Carbone
  - 曲が終わった後は、メンバーからのメッセージを交えた「シングルメドレー」のコーナーが続いた。